# Der Grabhügel

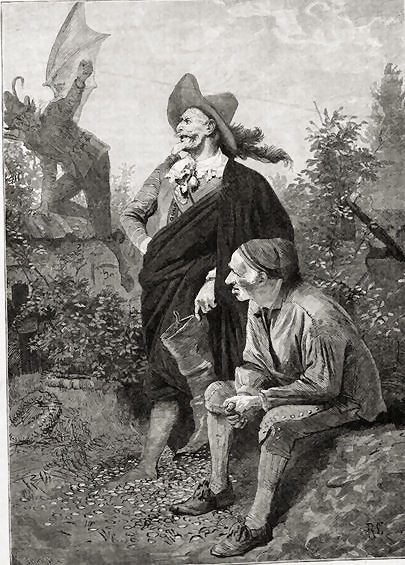
Illustration, 1890

Der Grabhügel ist ein Märchen (ATU 815, 1130). Es steht in den Kinder- und Hausmärchen der Brüder Grimm ab der 6. Auflage von 1850 an Stelle 195 (KHM 195) und basiert auf Philipp Hoffmeisters Das Mährchen vom dummen Teufel in der Zeitschrift des Vereins für hessische Geschichte und Landeskunde von 1847.

## Inhalt

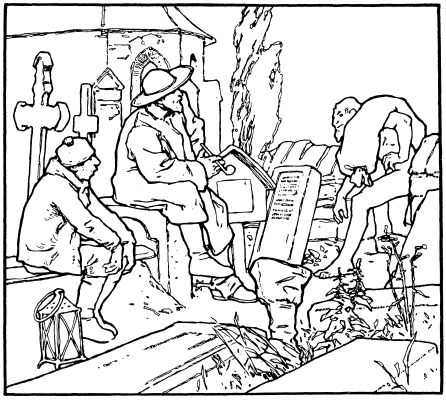
Illustration von Otto Ubbelohde, 1909

Ein geiziger Bauer betrachtet seinen Reichtum. Dann hat er das Gefühl, dass an die Tür seines Herzens geklopft wird. Nach seinem Leben befragt, gesteht er seine Selbstsucht ein. Er erschrickt und schenkt seinem armen Nachbarn, der an die Tür klopft, acht Malter Korn für dessen hungrige Kinder, unter der Bedingung, dass er drei Nächte an seinem Grab wachen solle. Drei Tage später stirbt der Bauer. In der dritten Nacht begegnet der furchtsame Nachbar einem abgedankten Soldaten, „der das Fürchten noch nicht gelernt hat“ und mit ihm zusammen die Wache hält. Dann kommt der Teufel, der sie verjagen will, um sich die verstorbene Seele zu holen. Als der Soldat sich furchtlos zeigt, verspricht ihm der Teufel, seinen Stiefel mit Gold zu füllen. Aber der Soldat schneidet die Sohle ab. Als es dem Teufel das dritte Mal misslingt, den Stiefel zu füllen, wird er vom ersten Sonnenstrahl vertrieben. Der Soldat überlässt seinen Anteil am Gold den Armen und zieht mit dem anderen in seine Hütte.

## Herkunft

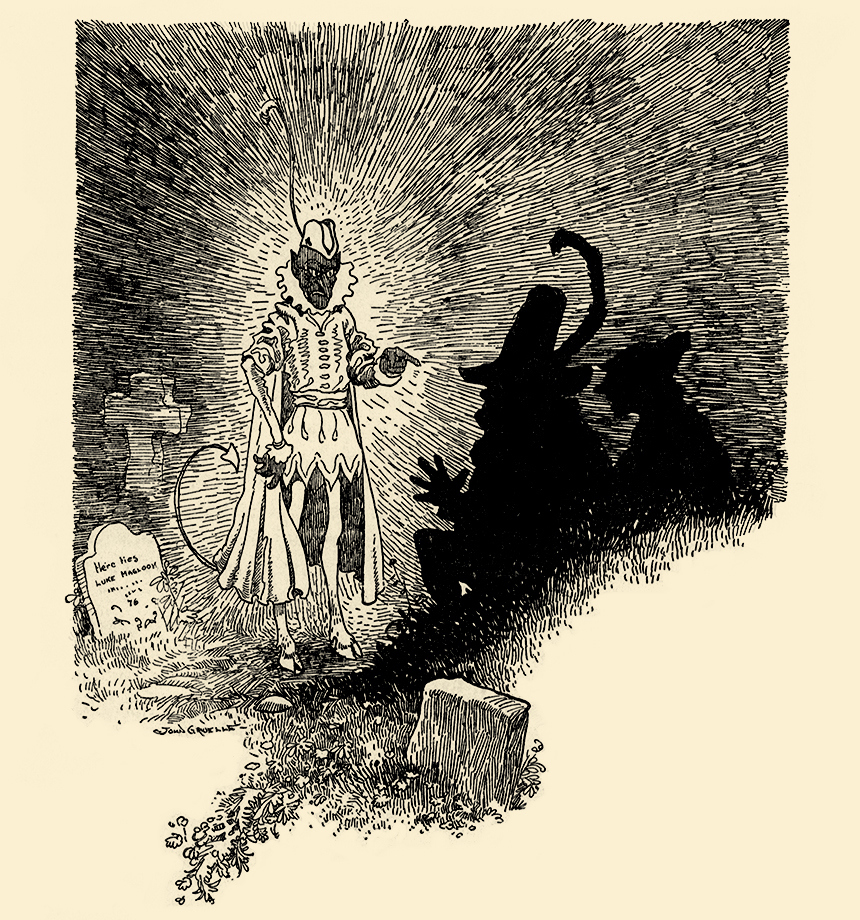
Illustration von Johnny Gruelle, 1914

Grimms Anmerkung nennt die Quelle, „Zeitschrift des Vereins für hessische Geschichte Bd. 4“ und nennt zum Vergleich „aus Hessen“ in Wolfs Zeitschrift „1, 246“ und in Pröhles „Kinderm.“ Nr. 18.
Wilhelm Grimm gestaltete den Anfang ausführlicher mit dem inneren Zwiegespräch des Reichen und verstärkte dafür die schwankhaften Züge der Grabwache durch harmlosere Beschreibungen und schalkhafte Reden, u. a. die Selbstcharakteristik des Soldaten, die auf KHM 4 Märchen von einem, der auszog das Fürchten zu lernen anspielt: „‚Ich bin wie der Junge, der ausgieng das Gruseln zu lernen‘“ und „‚Herr mit der rothen Feder,‘ sprach der Soldat, ‚ihr seid mein Hauptmann nicht, ich brauch euch nicht zu gehorchen, und das Fürchten hab ich noch nicht gelernt.‘“ Die Handlung blieb gleich. Wilhelm Grimm fügte weitere Redensarten ein. Dem Nachbarn geht „‚das Wasser bis an den Kopf‘“, dann denkt er sich, „‚du hast einmal das Versprechen gegeben und mußt du es halten‘“ (vgl. KHM 1, 88). Der Teufel droht erst, „‚wo ihr nicht weg geht, dreh ich euch die Hälse um‘“ (vgl. KHM 192), dann zieht er „gelindere Saiten auf“. Der Soldat sagt, „‚dem Kohlenbrenner wollen wir schon eine Nase drehen…‘“ (vgl. KHM 81).
Zum Armen und Reichen vgl. KHM 87 Der Arme und der Reiche, zum furchtlosen Soldaten mit geprelltem Teufel  KHM 71, 81, 100, 101, 116, 125, 133, 199, 81a bzw. 29, 31, 82, 125, 165, 189, 81a. Die Darstellung des Teufels als „Herr mit der roten Feder“ ist auch ähnlich in Jeremias Gotthelfs Novelle Die schwarze Spinne.
Die Kombination mit dem Danaidenmotiv des Schuhs ohne Boden scheint von Hoffmeister zu stammen, alle Varianten hängen von Grimms Fassung ab. So bleibt als Kern der im slawischen, skandinavischen und deutschen Raum verbreitete Erzähltyp AaTh 815 Schatz in der Totenhaut (meist schindet der Teufel die Leiche). Der Helfer ist oft Pfarrer oder Soldat, Letzterer geht immer ins Schwankhafte. Man vermutet ursprünglich Wiedergängersagen, die christianisiert und mit dem Geld rationalisiert wurden. Erst im 19. Jahrhundert ersetzt die mutige Grabwache das Einleitungsmotiv des Leichenschindens wie in Hans Sachs’ Der pawer mit dem podenlosen sack, 1563.

## Zeichentrickserie
- Gurimu Meisaku Gekijō, japanische Zeichentrickserie 1987, Folge 31: Der Grabhügel.